# Vive la vie!

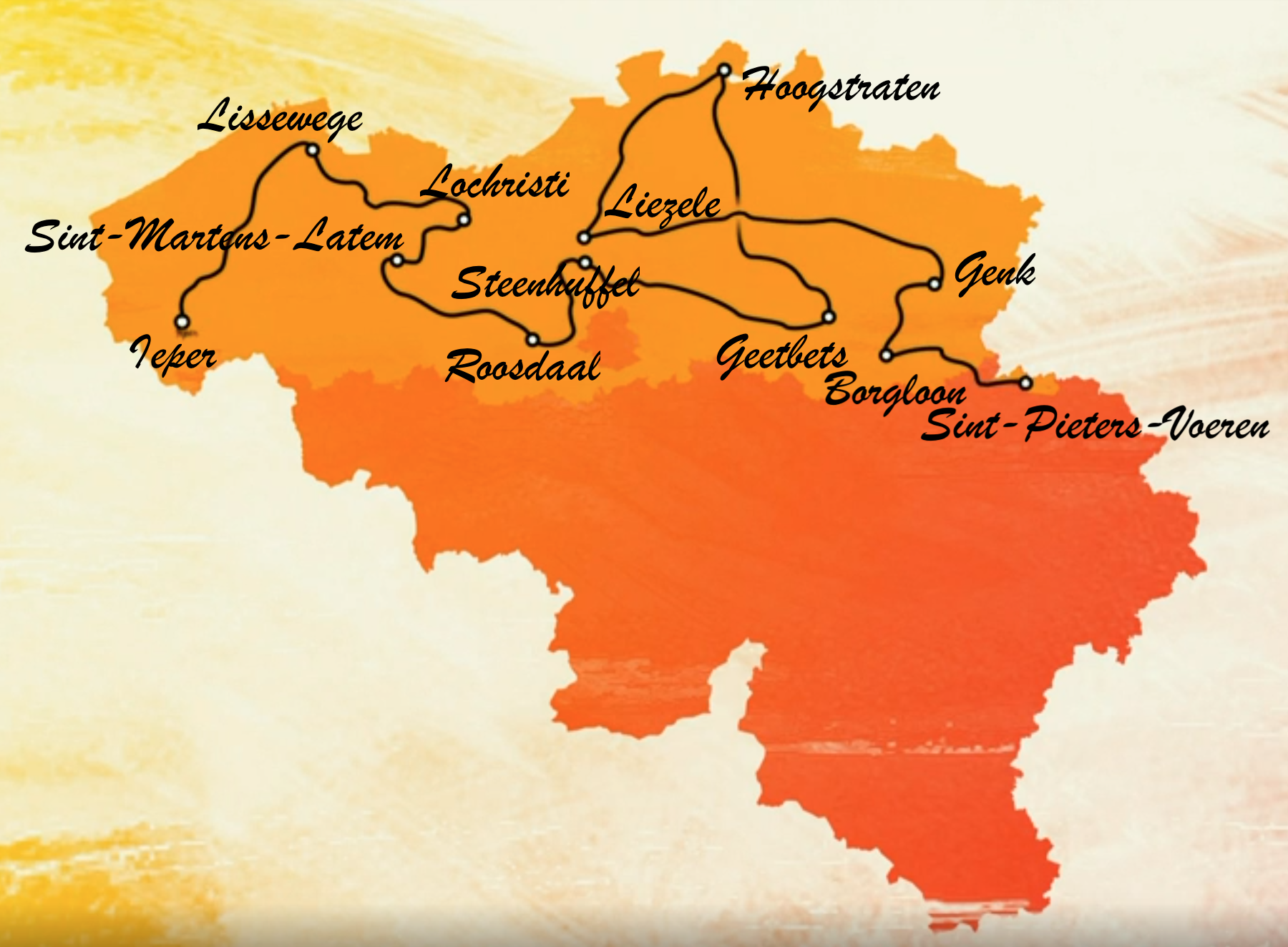
Vive la vie!-locaties

Vive la vie! was een Vlaams televisieprogramma van Sporza op Eén uit 2020, met als presentator Karl Vannieuwkerke.

## Inhoud
Karl Vannieuwkerke ontving elke aflevering twee gasten op een bijzondere plek in Vlaanderen. Het programma was geen actualiteitstalkshow, maar had als doel warmte en gezelligheid te creëren na de coronapandemie. Het programma verving het jaarlijkse Tour-programma Vive le vélo met Vannieuwkerke, dat vanwege de pandemie niet doorging die zomer. Astrid Stockman verzorgde de muzikale noot, Maarten Vangramberen trok er net als in Vive le vélo op uit als rondtrekkende reporter.

## Afleveringen
| Afl. | Uitzenddatum | Gasten                             | Locatie                              | Kijkcijfers |
| ---- | ------------ | ---------------------------------- | ------------------------------------ | ----------- |
| 1    | 29 juni 2020 | Bart Peeters en Ronny Mosuse       | "Het Eilandje" in Ieper              | 785.500     |
| 2    | 30 juni 2020 | Wim Opbrouck en Els Dottermans     | Abdij Ter Doest in Lissewege         | 676.730     |
| 3    | 1 juli 2020  | Jeroom en Élodie Ouédraogo         | Park van Beervelde                   | 730.437     |
| 4    | 2 juli 2020  | Günther Neefs en André Hazes       | Sint-Martens-Latem                   | 729.813     |
| 5    | 6 juli 2020  | Tom Lenaerts en Bart Cannaerts     | "Zepposmolen" in Roosdaal            | 724.308     |
| 6    | 7 juli 2020  | Pascale Platel en Barbara Sarafian | Kasteel Diepensteyn in Steenhuffel   | 674.559     |
| 7    | 8 juli 2020  | Wouter Deprez en Imke Courtois     | Heerlijckyt van Elsmeren in Geetbets | 667.674     |
| 8    | 9 juli 2020  | Sven De Leijer en Rik Verheye      | Begijnhof van Hoogstraten            | 629.852     |
| 9    | 13 juli 2020 | Ruud Vormer en Roos America        | Wijndomein Valke Vleug in Liezele    | 688.204     |
| 10   | 14 juli 2020 | Tom Van Dyck en Koen Vanmechelen   | LABIOMISTA in Genk                   | 599.834     |
| 11   | 15 juli 2020 | Jacques Vermeire en Julie Vermeire | Doorkijkkerk in Borgloon             | 734.275     |
| 12   | 16 juli 2020 | Peter Vanlaet en Philippe Geubels  | Commanderij van Sint-Pieters-Voeren  | 768.782     |